# Sayuri Shimizu
Sayuri Shimizu (jap. 清水 小百合, Shimizu Sayuri; * 14. Januar 1989 in der Präfektur Shizuoka) ist eine japanische Shorttrackerin.
Sie debütierte in der Saison 2008/09 in Salt Lake City im Weltcup. Shimizu startete bei insgesamt zwei Weltcuprennen, schied jedoch bei allen Wettkämpfen im Vorlauf aus. Es dauerte jedoch bis zur Saison 2010/11, bis sie fester Bestandteil des japanischen Weltcupteams wurde. Sie nahm an allen sechs Weltcups teil und erreichte als bestes Resultat über 500 m und 1500 m insgesamt drei Halbfinals. Zudem startete Shimizu erstmals bei den Saisonhöhepunkten. Bei der Weltmeisterschaft in Sheffield schied sie mit der Staffel im Halbfinale aus, bei der Teamweltmeisterschaft in Warschau belegte sie Rang sechs. In der folgenden Saison 2011/12 war Shimizu vor allem mit der Staffel erfolgreich. Sie erreichte im Weltcup vier Podestplätze in den Staffelrennen. In Einzelrennen erreichte sie über 1000 m zweimal das Halbfinale. Bei der Weltmeisterschaft in Shanghai startete sie erneut mit der Staffel, diese wurde jedoch im Halbfinale disqualifiziert.